# Electrófono

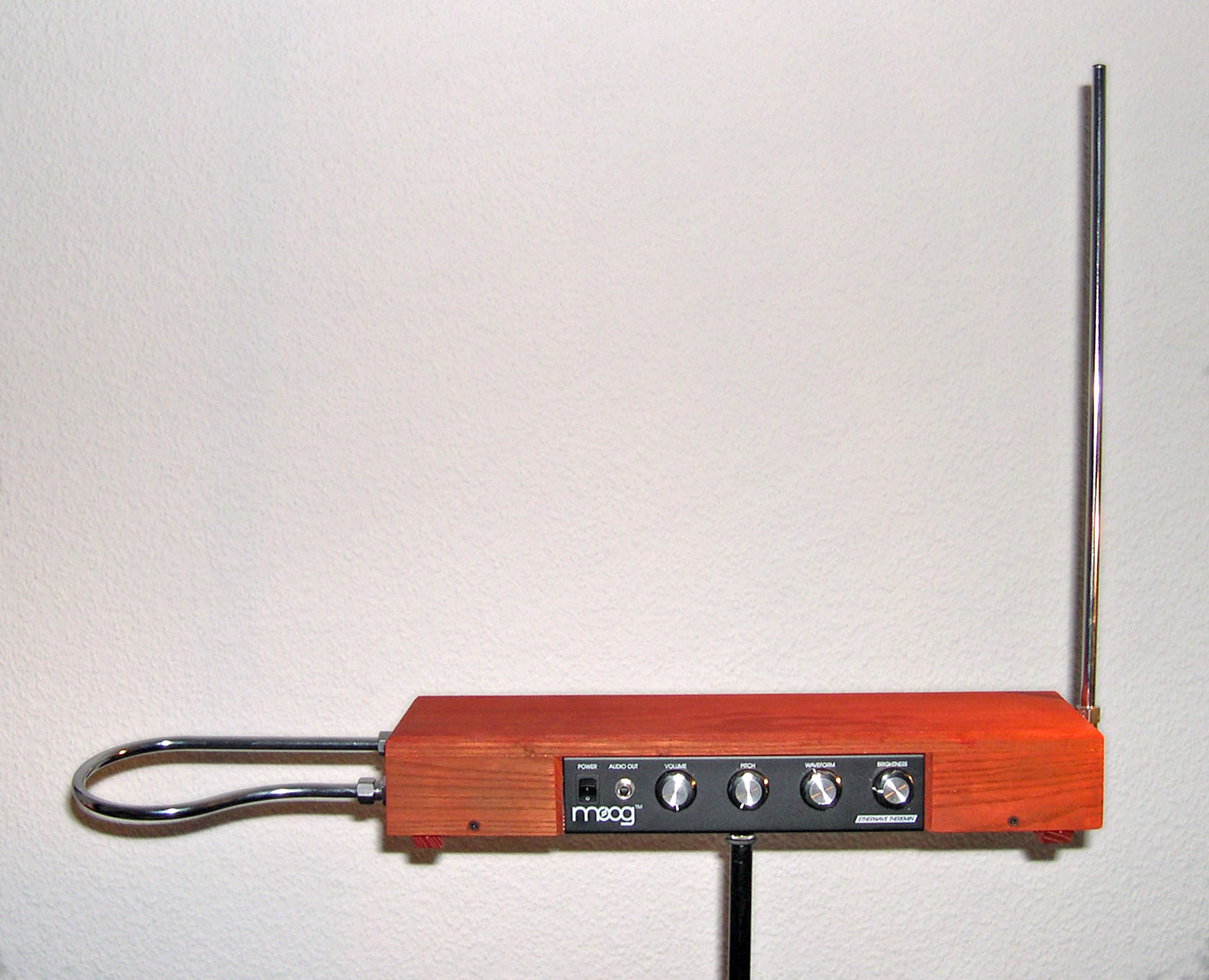
"Etherwave" (Theremin del kit de Robert Moog).

Los electrófonos comprenden una categoría de instrumentos musicales, definida como "instrumentos musicales que producen sonido principalmente por medios eléctricos", aunque esta definición ha sido objeto de discusión. 

.

## Historia del término

### Sachs
La categoría fue agregada al sistema de clasificación de instrumentos musicales Hornbostel-Sachs por Sachs en 1940, para describir instrumentos que involucran electricidad . Sachs dividió su quinta categoría en 3 subcategorías:
- 51 = instrumentos acústicos accionados eléctricamente (p. Ej., Órgano de tubos con seguimiento electrónico).
- 52 = instrumentos acústicos amplificados eléctricamente (p. Ej., Guitarra acústica con pastilla ).
- 53 = instrumentos que emiten sonido principalmente por medio de osciladores accionados eléctricamente.

La última categoría incluye instrumentos como theremins o sintetizadores, a los que llamó instrumentos radioeléctricos .

### Galpin
Francis William Galpin proporcionó tal grupo en su propio sistema de clasificación, que está más cerca de Mahillon que de Sachs-Hornbostel. Por ejemplo, en el libro de Galpin de 1937 A Textbook of European Musical Instruments, enumera los electrófonos con tres divisiones de segundo nivel para la generación de sonido ("por oscilación", "electromagnético" y "electrostático"), así como una tercera -Categorías de nivel y cuarto nivel basadas en el método de control. El propio Sachs propuso las subcategorías 51, 52 y 53 en su libro de 1940 La historia de los instrumentos musicales ; la versión original de 1914 del sistema no reconocía la existencia de su 5.ª categoría.

## En la actualidad
Los etnomusicólogos actuales, como Margaret Kartomi y Terry Ellingson, sugieren que, de acuerdo con el espíritu del esquema de clasificación original de Hornbostel-Sachs, si uno categoriza los instrumentos por lo que primero produce el sonido inicial en el instrumento, solo la subcategoría 53 debe permanecer en la categoría de electrófonos. Así, se ha propuesto más recientemente, por ejemplo, que el órgano de tubos (incluso si utiliza la acción de una llave eléctrica para controlar las válvulas solenoides ) permanezca en la categoría de aerófonos, y que la guitarra eléctrica permanezca en la categoría de cordófonos, etc.
Así, en la etnomusicología actual, se considera que los electrófonos son solo instrumentos musicales que producen sonido principalmente por medios eléctricos. Por lo general, se considera que constituye una de las cinco categorías principales en el esquema de clasificación de instrumentos musicales de Hornbostel-Sachs, a pesar de no estar en el esquema original publicado en 1914.